# Jovan Marković
Jovan Marković, né le 23 mars 2001 à Belgrade en Serbie, est un footballeur roumain qui évolue au poste d'avant-centre à l'Universitatea Craiova.

## Biographie

### En club
Né à Belgrade en Serbie d'un père serbe et d'une mère roumaine, Jovan Marković grandit à Corabia en Roumanie et est formé à l'Universitatea Craiova. Il joue son premier match lors d'une rencontre de championnat le 1er avril 2017, face au CFR Cluj à seulement 16 ans et 9 jours. Il entre en jeu à la place d'Alexandru Mateiu (en) et son équipe s'incline sur le score de quatre buts à un ce jour-là.
Le 12 février 2020, Marković est prêté pour une saison et demie à l'Academica Clinceni. Avec cette équipe il se fait remarquer le 14 mai 2021 en réalisant un doublé face au FC Botoșani, en championnat. Il inscrit ses deux buts après être entré en jeu et donne la victoire à son équipe dans un match riche en buts (4-3 score final),.
Marković fait ensuite son retour à l'Universitatea Craiova pour la saison 2021-2022.

### En sélection nationale
Il joue son premier match avec l'équipe de Roumanie espoirs le 7 octobre 2021, lors d'un match amical face à la Suède. Il entre en jeu à la place de Ianis Stoica et son équipe s'impose par un but à zéro.
Jovan Marković honore sa première sélection avec l'équipe nationale de Roumanie lors d'un match éliminatoires de la Coupe du Monde 2022 contre l'Islande, le 2 septembre 2021. Il entre en jeu à la place de Denis Alibec et son équipe s'impose par deux buts à zéro ce jour-là.